# Стукалин, Александр Витальевич
Александр Витальевич Стукалин  (род. 22 сентября 1969) — российский журналист, бывший главный редактор газеты «Коммерсантъ». 

## Биография
- В 1986 начал обучение, а в 1992 году окончил Московский государственный технический институт им. Н. Э. Баумана[1][2].
- начиная с 1992 г. — руководитель группы, позднее — заместитель заведующего отделом политики газеты «Коммерсантъ-DAILY»[1][2].
- в 1994—1995 гг. — занимал должность выпускающего редактора номера четверга газеты «Коммерсантъ-DAILY»[1][2].
- в 1995—1996 гг. — был директором Центра федеральных программ газеты «Коммерсантъ-DAILY»[2].
- в 1996—2002 гг. — занимал позицию директора Информационного центра Издательского дома (ИД) «Коммерсантъ»[2].
- с января 2003 г. по май 2004 г. был заместителем шеф-редактора Объединенной редакции ЗАО «Коммерсантъ. Издательский дом»[2].
- начиная с 26 мая 2004 г.[2] находился на должности главного редактора газеты «Коммерсантъ», но уже в июне 2005 года владелец ИД «Коммерсантъ» Борис Березовский заявил о том, что Стукалин будет отправлен в отставку, а в сентябре 2005 г. это было оформлено официально[3]. Мотив увольнения был сформулирован Березовским как то, что под руководством Стукалина «Коммерсант» начал сдавать лидерские позиции в сфере бизнес-журналистики, уступая газете «Ведомости», но это объяснение не выглядело убедительным и реальные причины так и остались неизвестными[4]. После отставки с должности главного редактора газеты, Стукалину был предложен пост главного редактора сайта https://kommersant.ru, но он не принял предложение и уволился из ИД «Коммерсантъ» окончательно[5], перейдя на должность зам. главного редактора журнала «Русский Newsweek»[6].
- С 2005 по 2008 год являлся заместителем главного редактора журнала «Русский Newsweek»[7].
- В 2008 году был заместителем главного редактора газеты «Ведомости»[8].
- С 2008 года — заместитель главного редактора газеты «Коммерсантъ»[9], с 2016 — заместитель шеф-редактора ИД «Коммерсантъ»[10].